# Zita Galić
Zita Galić (serbe : Зита Галиц), née le 26 juillet 1962 à Novi Sad est une handballeuse yougoslave puis serbe.
Elle connaît sa première sélection pour la Yougoslavie en 1979, participant à deux Championnats du monde junior avec une médaille de bronze en 1979 (en) puis une médaille d'argent en 1981 (en). Avec l'équipe nationale de Yougoslavie, elle remporte ensuite la médaille de bronze au Championnat du monde 1982 puis participe aux Jeux olympiques de Séoul en 1988 qu'elle termine à la 4e place. En dix ans, elle a ainsi été sélectionnée 96 fois
En 1989, elle rejoint le club français de l'ASPTT Metz avec qui elle remporte 4 titres de championne de France entre 1989 et 1995, ainsi que deux Coupes de France.

## Palmarès

### En équipe nationale
Ses résultats en équipes de nationales yougoslaves sont :
- médaille de bronze au Championnat du monde junior 1979 (en)
- médaille d'argent au Championnat du monde junior 1981 (en)
- médaille de bronze au Championnat du monde 1982
- 6e place au Championnat du monde 1986
- Vainqueur du championnat du monde B 1987
- 4e place aux Jeux olympiques 1988 de Séoul[3]

### En club
- championne de France (4) en 1990, 1993, 1994 et 1995 (avec ASPTT Metz)
- vainqueur de la coupe de France (2) en 1990 et 1994 (avec ASPTT Metz)

### Distinctions individuelles
- Meilleure marqueuse du championnat de Yougoslavie (5) : 1984-1985, 1985-1986, 1986-1987, 1987-1988 et 1988-1989[1]
- Meilleure marqueuse du championnat de France[1] (5) : 1990 (188 buts), 1991[réf. nécessaire], 1992 (178 buts), 1993 (153 buts) et 1994 (149 buts)